# Максим (село)
Мáксим — село в Україні, у Гончарівській селищній громаді Чернігівського району Чернігівської області. Населення становить 189 осіб. До 2020 орган місцевого самоврядування — Максимівська сільська рада.

## Географія
Селом протікає річка Молохва, права притока Десни.

## Політика

### Парламентські вибори, 2019
На позачергових парламентських виборах 2019 року у селі функціонувала окрема виборча дільниця № 740271, розташована у приміщенні будинку культури.
Результати
- зареєстровано 138 виборців, явка 71,74%, найбільше голосів віддано за «Слугу народу» — 37,89%, за Всеукраїнське об'єднання «Батьківщина» — 12,63%, за Радикальну партію Олега Ляшка — 11,58%[2]. В одномандатному окрузі найбільше голосів отримав Сергій Коровченко (самовисування) — 30,43%, за Бориса Приходька (самовисування) — 25,00%, за Романа Борсука (самовисування) — 13,04%[3].

## Населення
Станом на 1781 — 38 дворів, 49 хат. 1800 рік — 202 душі.

### Мова
Розподіл населення за рідною мовою за даними перепису 2001 року:
| Мова       | Кількість | Відсоток |
| ---------- | --------- | -------- |
| українська | 304       | 100 %    |

## Відомі люди
- Хоменко Сергій Дмитрович (1914—1981) — уродженець села, Герой Радянського Союзу.
- Джужа Руслан Михайлович (2.12.1990–20.08.2014) — військовий, сержант загинув при виконанні бойових обов'язків, під час АТО.[7]

## Галерея

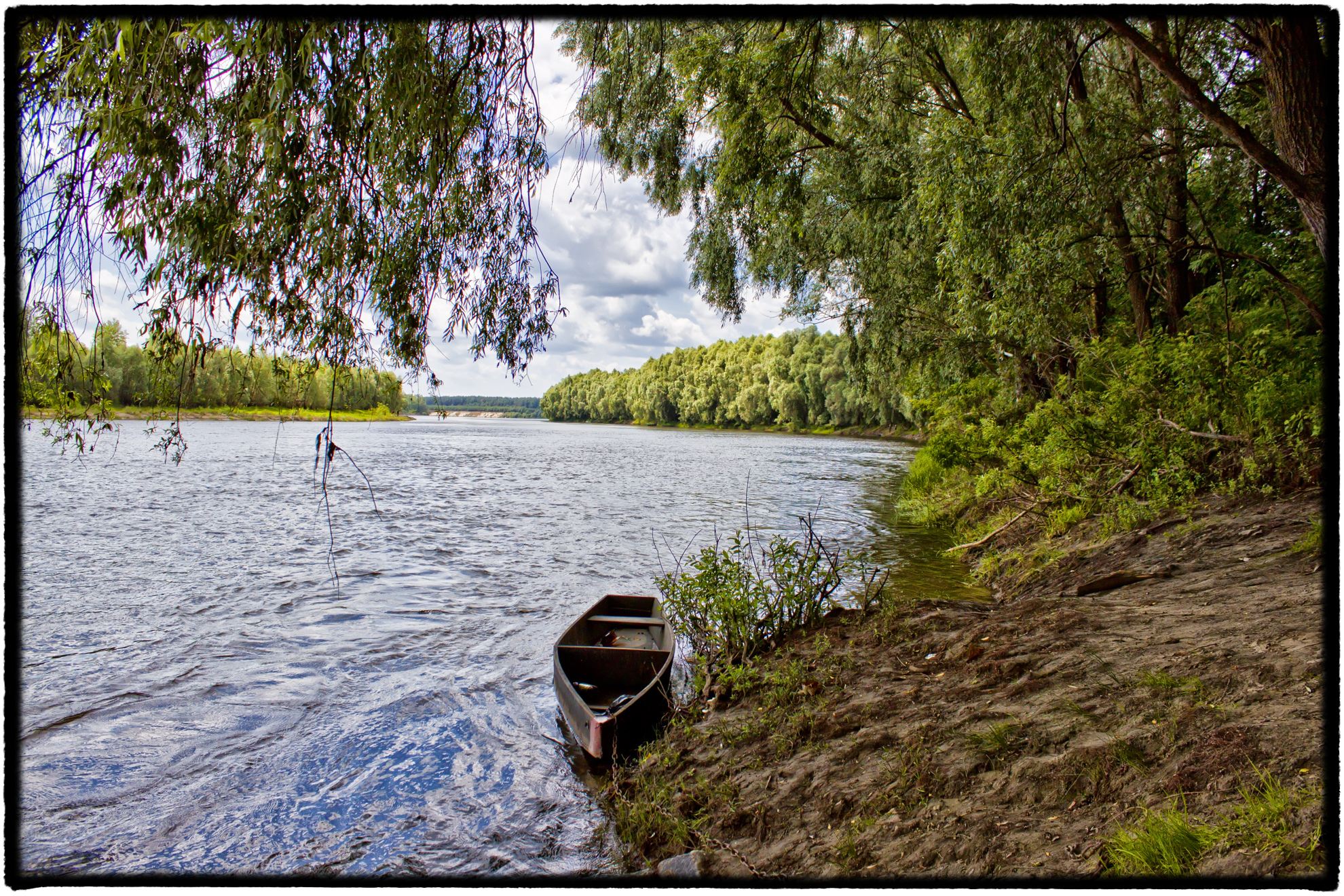
Десна біля Максима, червень 2012
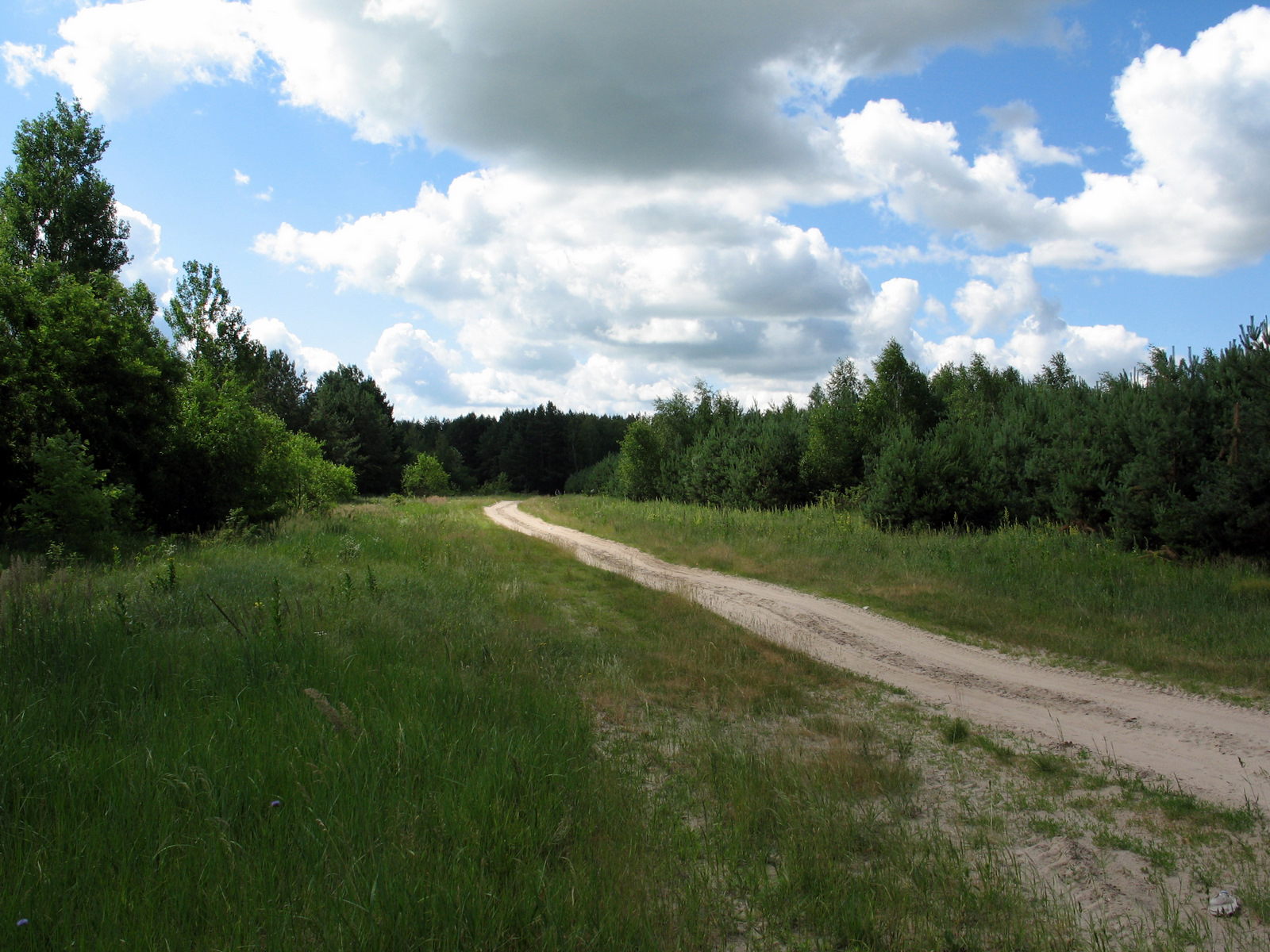
Грунтова дорога біля села